# تایرون پاور
تایرون ادموند پاور جونیور (به انگلیسی: ‎Tyrone Edmund Power, Jr.‎) (۵ مه ۱۹۱۴–۱۵ نوامبر ۱۹۵۸) که معمولاً با نام تایرون پاور و گاهی اوقات تای پاور شناخته می‌شود، بازیگر اهل آمریکا بود.
او در فیلم‌های بسیاری بین سال‌های ۱۹۳۰ تا ۱۹۵۰ به ایفای نقش پرداخت. پاور اغلب در نقش‌های ماجراجو یا رمانتیک در فیلم‌هایی مانند علامت زورو (۱۹۴۰)، خون و شن (۱۹۴۱)، قوی سیاه (۱۹۴۲)، شاهزاده روباهان (۱۹۴۹)، رز سیاه (۱۹۵۰) و کاپیتان کاستیل (۱۹۴۶) بازی کرد.

## زندگی‌نامه
تایرون پاور در ۵ می ۱۹۱۴ به‌عنوان نسل سوم یک خانواده تئاتری زاده شد. او تنها پسر تایرون پاور سینیور، بازیگر سینما و تئاتر آمریکایی زاده انگلستان بود و نزد او آموزش بازیگری دید. حرفه‌اش را در تئاتر از نمایش‌های تابستانی در نیویورک آغاز کرد.
او نخستین فیلمش را در سال ۱۹۳۲ بازی کرد. از دهه ۱۹۳۰ تا ۱۹۵۰ در فیلم‌های بسیاری و بیشتر در نقش قهرمان‌های پر زرق و برق یا شخصیت اول‌های رمانتیک در فیلم‌هایی همچون «ماسک زورو»، «خون و شن»، «قوی سیاه»، «شاهزاده روباه‌ها»، «رز سیاه» و «کاپیتان کاستیل» نقش آفرینی کرده بود.
علی‌رغم خوش‌منظری تاریک و سنتی اش که در فیلم‌های اولیه او را تبدیل به یک بت کرده بود، پاور در نقش‌های متفاوت زیادی بازی کرده بود. از فیلم نوآر گرفته تا رمانتیک کمدی. در دهه ۱۹۵۰ او بازی در فیلم‌های سینمایی خود را کاهش داد تا زمان بیشتری را صرف تئاتر کند.
پاور در سال ۱۹۵۸ در سن ۴۴ سالگی هنگام بازی در یک فیلم بر اثر حمله قلبی درگذشت.
همسر دوم وی( لینداکریستین )از دوستان نزدیک اخرین شاه ایران یعنی محمدرضا پهلوی بود.

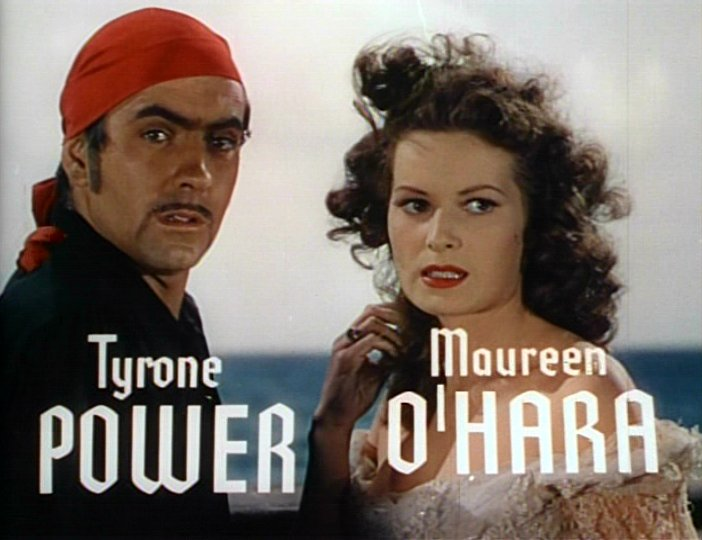
پاور به همراه مورین اوهارا در تریلر قوی سیاه (۱۹۴۲)

## گزیده فیلم‌شناسی
- قدمزنی عاشقانه (۱۹۳۴)
- خانواده لوید از لندن (۱۹۳۶)
- عشق در اخبار است (۱۹۳۷)
- در شیکاگوی قدیم (۱۹۳۸)
- ماری آنتوانت (۱۹۳۸)
- سوئز (۱۹۳۸)
- جسی جیمز (۱۹۳۹)
- گل میدان واشینگتن (۱۹۳۹)
- فصل باران آمد (۱۹۳۹)
- جانی آپولو (۱۹۴۰)
- بریگهام جوان (۱۹۴۰)
- علامت زورو (۱۹۴۰)
- خون و شن (۱۹۴۱)
- پسر خشم (۱۹۴۱)
- قوی سیاه (۱۹۴۲)
- لبه تیغ (فیلم ۱۹۴۶)
- گذرگاه کابوس (۱۹۴۶)
- کاپیتان کاستیل (۱۹۴۶)
- شاهزاده روباهان (۱۹۴۹)
- رز سیاه (۱۹۵۰)
- یک جنگجوی آمریکایی در فیلیپین (۱۹۵۰)
- روهاید (۱۹۵۱)
- پست سیاسی (۱۹۵۲)
- قمارباز می‌سی‌سی‌پی (۱۹۵۳)
- سلطان تفنگداران خیبر (۱۹۵۴)
- صف طویل خاکستری (۱۹۵۵)
- رام نشده (۱۹۵۵)
- سرگذشت ادی دوچین (۱۹۵۶)
- خورشید همچنان می‌دمد (۱۹۵۷)
- شاهد برای تعقیب (۱۹۵۷)
- طلوع ماه (۱۹۵۷)

## مرگ
در سپتامبر 1958، پاور و همسرش دبورا برای فیلمبرداری حماسی سلیمان و سبا به کارگردانی کینگ ویدور و با بازی جینا لولوبریجیدا به مادرید و والدسپرترا ، اسپانیا رفتند. احتمالاً تحت تأثیر بیماری قلبی ارثی، و یک سیگاری زنجیره ای که سه تا چهار بسته در روز سیگار می کشید، پاور حدود 75 درصد از صحنه های خود را فیلمبرداری کرده بود که هنگام فیلمبرداری یک صحنه دوئل با بازیگر مکرر خود دچار حمله قلبی شدید شد. و دوست جورج سندرز یک پزشک علت مرگ پاور را «آنژین فولمینانت» تشخیص داد. پاور هنگام انتقال به بیمارستان مادرید در 15 نوامبر 1958 در سن 44 سالگی درگذشت. 